# Carlo Granelli
Carlo Granelli est un numismate et jésuite italien, né à Milan en 1671, mort à Vienne en 1739.

## Biographie
Né à Milan en 1671, il enseigna les belles-lettres dans plusieurs collèges de la société avec beaucoup de réputation. Appelé à Vienne pour y professer l’histoire, il se lia bientôt d’une étroite amitié avec le savant P. Erasmus Fröhlich, son confrère, et s’appliqua dès lors presque uniquement à l’étude de la numismatique. Son titre de confesseur de l’impératrice (Wilhelmine-Amélie) lui donna accès à la cour ; il profita de la faveur dont il jouissait pour faire faire des fouilles dans différentes provinces, et se procura de cette manière une quantité assez considérable de médailles, la plupart inconnues aux antiquaires, et qui lui fournirent le sujet de plusieurs dissertations. Le P. Granelli mourut à Vienne en 1739.

## Œuvres
- Appendicula ad numos coloniarum, per A. Vaillantium editos, e cimelio Vindobonensi cujusd. e soc. Jesu ;
- Appendicula ad numos Augustorum et Cæsarum ab urbibus græce loquentibus cusos, quos A. Vaillanlius collegerat, concinnata e cimelio Vindobonensi cujusdam e societate Jesu ;
- Topographia Germaniæ austriacæ. Cette description de l’Autriche est estimée ; l’édition la plus complète est celle de Vienne, 1759.